# 学校法人愛媛学園
学校法人愛媛学園（がっこうほうじんえひめがくえん）は、愛媛県松山市勝山町１丁目１‐５に本部を置く学校法人。

## 概要
令和4年に創立８０周年を迎えた愛媛の専門学校教育の草分け的存在。実践力を育み多くの卒業生が第一線で活躍。現在は愛媛調理製菓専門学校を運営。同校は平成２７年４月、文部科学大臣から職業実践専門課程設置校に認定されている。平成２８年１２月に松山市勝山町１丁目１‐５に学園本部および愛媛調理製菓専門学校の校舎を新築移転した。

## 沿革
- 1942年 松山南夷町に松山ドレスメーカー女学院創立
- 1946年 松山市旭町に新校舎新築
- 1949年 財団法人創立(昭和24年6月1日)
- 1951年 私立学校法制定に基づき、学校法人組織に変更(学校法人　共立学園)（昭和26年）
- 1959年 学校法人　愛媛学園に変更(昭和34年4月)
- 1964年 松山クッキングスクールを開校
- 1973年 厚生省認定の愛媛調理師学校を開校
- 1976年 学校教育法に準じ、専修学校として認可
- 1986年 愛媛コンピュータ専門学校を開校
- 1991年 愛媛調理師学校に専門課程を設置し校名を愛媛調理師専門学校に変更
- 1993年 松山ドレメ専門学校を愛媛モード専門学校に改名
- 1995年 愛媛調理師専門学校に、製菓・製パンコースを新設
- 1996年 愛媛調理師専門学校に、福祉調理専攻カリキュラムを新設
- 2000年 愛媛調理師専門学校の校名を愛媛調理製菓専門学校に変更, 愛媛モード専門学校の校名を愛媛モードビジネス専門学校に変更
- 2003年 愛媛調理製菓専門学校にフードビジネス専攻カリキュラムを新設, 愛媛コンピュータ専門学校にフードビジネスコースを新設
- 2005年 愛媛調理製菓専門学校にフードビジネス別科を新設
- 2006年 勝山校舎、愛媛コミュニケーションビジネス専門学校を開校
- 2008年 愛媛調理製菓専門学校に製菓・製パン科専門課程(2年制)を新設,フードビジネス別科をカフェ科に改名
- 2012年 創立70周年, 愛媛コミュニケーションビジネス専門学校の校名を愛媛コミュニケーションブライダル専門学校に変更
- 2015年 文部科学省が愛媛学園２校を職業実践専門課程設置校として認定
- 2016年 松山市勝山町に新校舎新築、学園本部、愛媛調理製菓専門学校を移転
- 2022年 創立80周年
- 2023年 3月 愛媛コミュニケーションブライダル専門学校閉校, 愛媛調理製菓専門学校開校50周年

## 学校・学科
愛媛調理製菓専門学校
- 調理師科（1年制）
- 調理師科（2年制）
  - 高度調理技術専攻　職業実践専門課程 認可
  - 健康栄養調理専攻　職業実践専門課程 認可
- 製菓･製パン科（1･2年制）　職業実践専門課程 認可（2年制）
- カフェ科（1年制）

## 主な行事
- 4月　　入学式・オリエンテーション・城山ピクニック
- 5月　　スポーツ大会
- 6月　　スペシャルオープンキャンパス
- 7月　　前期末試験
- 8月　　夏季休暇・松山まつり
- 9月　　研修旅行・各種検定など
- 10月　 インターンシップ
- 11月　 運動会
- 12月　 クリスマスパーティー・共同募金
- 1月　　後期末試験
- 2月　　学園祭（愛学祭）
- 3月　　卒業式

## 交通
- 伊予鉄道勝山町停留場